# Kaliszki (Biała Piska)
Kaliszki (deutsch Kallischken, 1938 bis 1945 Flockau) ist ein Dorf in der polnischen Woiwodschaft Ermland-Masuren, das zur Gmina Biała Piska (Stadt- und Landgemeinde Bialla, 1938 bis 1945 Gehlenburg) im Powiat Piski (Kreis Johannisburg) gehört.

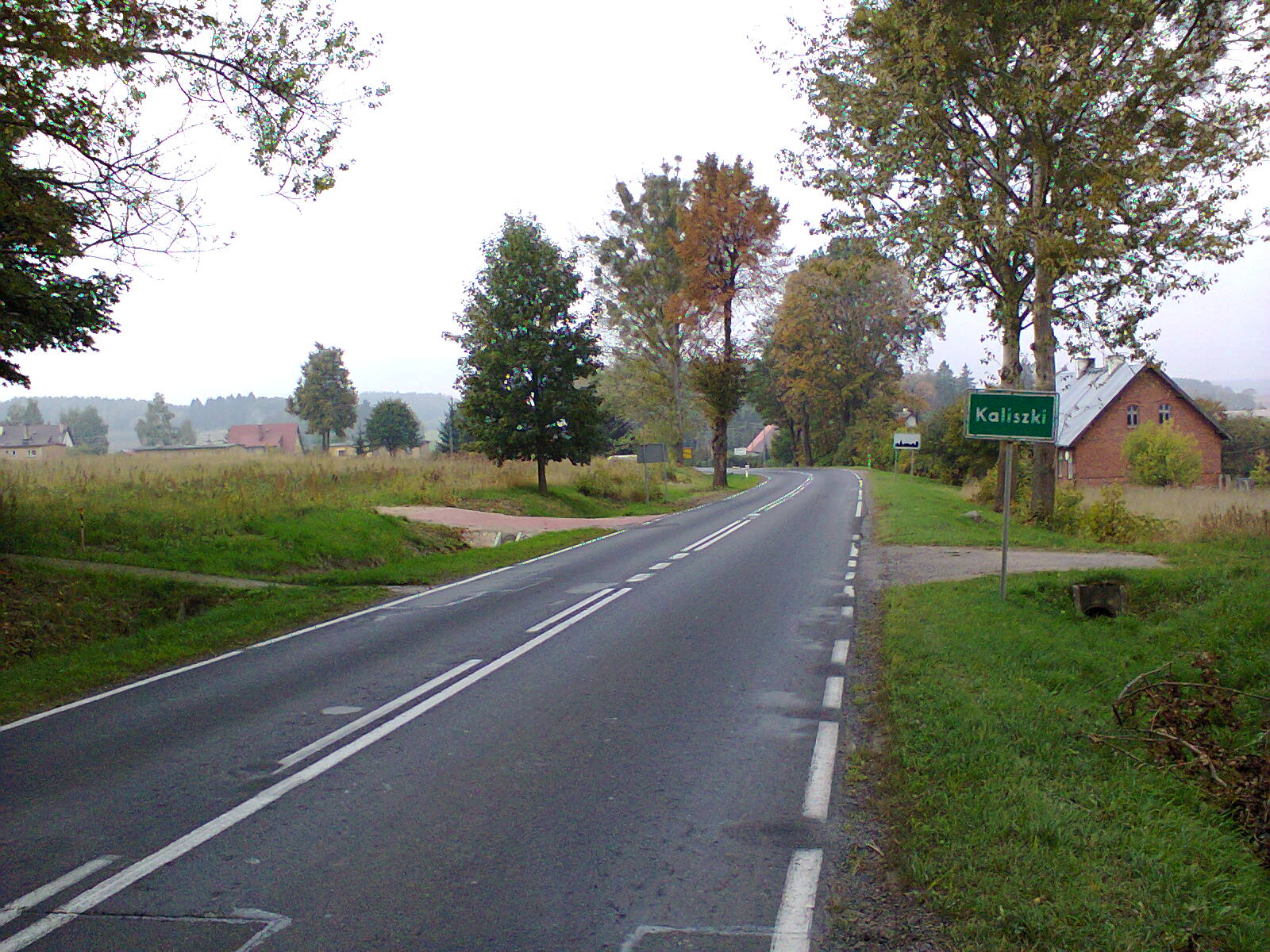
Ortseinfahrt Landesstraße 58 Kaliszki

## Geographische Lage
Kaliszki liegt im südlichen Osten der Woiwodschaft Ermland-Masuren, 13 Kilometer östlich der Kreisstadt Pisz (deutsch Johannisburg).

## Geschichte
Das ursprünglich Kallissken und um 1495 Haeinczen, nach 1494 Hennitzen, nach 1495 Heyntzin, nach 1595 Kalischken und bis 1938 Kallischken genannte Dorf mit großem Gut wurde 1447 durch den Deutschen Ritterorden als Freigut mit 70 Hufen nach magdeburgischem Recht gegründet. 
Der Ort gehörte zum Kreis Johannisburg im Regierungsbezirk Gumbinnen (ab 1905: Regierungsbezirk Allenstein) in der preußischen Provinz Ostpreußen. Von 1874 bis 1945 war er in den Amtsbezirk Ruhden eingegliedert.
265 Einwohner waren 1910 im Gutsbezirk Kallischken registriert. 
Aufgrund der Bestimmungen des Versailler Vertrags stimmte die Bevölkerung im Abstimmungsgebiet Allenstein, zu dem Kallischken gehörte, am 11. Juli 1920 über die weitere staatliche Zugehörigkeit zu Ostpreußen (und damit zu Deutschland) oder den Anschluss an Polen ab. In Kallischken stimmten 100 Einwohner für den Verbleib bei Ostpreußen, auf Polen entfielen keine Stimmen.
Am 30. September 1928 wurde der Gutsbezirk Kallischken in eine Landgemeinde gleichen Namens umgewandelt. Die Einwohnerzahl verringerte sich bis 1933 auf 248.
Aus politisch-ideologischen Gründen der Abwehr fremdländisch klingender Ortsnamen wurde Kallischken am 3. Juni 1938 in „Flockau“ umbenannt. Die Zahl der Einwohner belief sich 1939 noch auf 208.
In Kriegsfolge kam der Ort 1945 mit dem gesamten südlichen Ostpreußen zu Polen und erhielt die polnische Namensform „Kaliszki“. Heute ist er Sitz eines Schulzenamtes (polnisch Sołectwo) und als solches eine Ortschaft im Verbund der Stadt- und Landgemeinde Biała Piska (Bialla, 1938 bis 1945 Gehlenburg) im Powiat Piski (Kreis Johannisburg), bis 1998 der Woiwodschaft Suwałki, seither der Woiwodschaft Ermland-Masuren zugehörig.

## Religionen
Bis 1945 war Kallischken resp. Flockau in die evangelische Kirche Bialla in der Kirchenprovinz Ostpreußen der Kirche der Altpreußischen Union sowie in die römisch-katholische Kirche Johannisburg im Bistum Ermland eingepfarrt. 
Heute gehört Kaliszki katholischerseits zur Pfarrei Biała Piska im Bistum Ełk der Römisch-katholischen Kirche in Polen, evangelischerseits zur Kirchengemeinde ebenfalls in Biała Piska, einer Filialgemeinde der Pfarrei Pisz in der Diözese Masuren der Evangelisch-Augsburgischen Kirche in Polen.

## Schule
Kallischken wurde im Jahre 1756 ein Schulort.

## Verkehr
Kaliszki liegt an der bedeutenden Landesstraße 58, die die südliche Woiwodschaft Ermland-Masuren durchzieht und bis zur Woiwodschaft Podlachien verläuft.
Seit 1885 ist der Ort Bahnstation an der Bahnstrecke Olsztyn–Ełk (deutsch Allenstein–Lyck).